# Campeonato Sergipano 2022
El Campeonato Sergipano de Fútbol 2022 fue la 99ª edición de la primera división de fútbol del estado de Sergipe. El torneo fue organizado por la Federação Sergipana de Futebol (FSF). El torneo comenzó el 15 de enero y finalizó el 9 de abril.
Sergipe se consagró bicampeón tras vencer 3-2 en el marcador global de la final al debutante Falcon, alargando su número de títulos a 37.

## Sistema de juego

### Primera fase
Los 10 equipos, son divididos en dos grupos de 5 cada uno. Cada club enfrenta en partidos de ida y vuelta a todos los clubes del grupo contrario, haciendo así 10 fechas en total. Una vez terminada la primera fase, los dos primeros clasificados de cada grupo avanzan a las semifinales.
Los dos últimos equipos de la tabla acumulada descienden al Campeonato Sergipano de Segunda División, independientemente del grupo al que pertenezcan.

### Segunda fase
- Semifinales: Los enfrentamientos se emparejan con respecto al puntaje de la primera fase, de la siguiente forma:
  - 1.º A vs. 2.º A
  - 1.º B vs. 2.º B

- Final: Los dos ganadores de las semifinales disputan la final.

- Nota: Las semifinales y la final se disputan a partidos de ida y vuelta, comenzando la llave como local el equipo con menor cantidad de puntos hasta aquel momento.

- Nota: En caso de empate en puntos y diferencia de goles en cualquier llave, se declarará ganador de la llave al equipo con mayor cantidad de puntos hasta aquel momento.

### Clasificaciones
- Copa de Brasil 2023: Clasifican los dos finalistas del campeonato.
- Copa do Nordeste 2023: Clasifican tres equipos. A la fase de grupos accede únicamente el campeón. A la Pre-Copa do Nordeste acceden el subcampeón y el equipo con mejor posición en el Ranking CBF 2022, exceptuando a los dos equipos mencionados anteriormente.
- Serie D 2023: Clasifican los dos mejores equipos de la tabla acumulada que no disputen la Serie A, Serie B o Serie C en la temporada 2022 o la Serie C en 2023.

## Equipos participantes
| Equipo             | Ciudad                  | Estadio         | Capacidad | Posición 2021      | Títulos (último) |
| ------------------ | ----------------------- | --------------- | --------- | ------------------ | ---------------- |
| América Propriá    | Propriá                 | Miguel Queiróz  | 2000      | 2.º (2.ª división) | 2 (2007)         |
| Atlético Gloriense | Nossa Senhora da Glória | Editon Oliveira | 3000      | 7.º                | 0                |
| Boca Júnior        | Cristinápolis           | Geraldão        | 2000      | 5.º                | 0                |
| Confiança          | Aracaju                 | Batistão        | 15 575    | 3.º                | 22 (2020)        |
| Confiança          | Aracaju                 | Sabino Ribeiro  | 4000      | 3.º                | 22 (2020)        |
| CSM                | Maruim                  | Fernando França | 5000      | 6.º                | 0                |
| Falcon             | Barra dos Coqueiros     | João Cruz       | 2000      | 1.º (2.ª división) | 0                |
| Freipaulistano     | Frei Paulo              | Titão           | 5000      | 8.º                | 1 (2019)         |
| Itabaiana          | Itabaiana               | Mendonção       | 11 224    | 4.º                | 10 (2012)        |
| Lagarto            | Lagarto                 | Barretão        | 8000      | 2.º                | 0                |
| Sergipe            | Aracaju                 | Batistão        | 15 575    | Campeón            | 36 (2021)        |
| Sergipe            | Aracaju                 | João Hora       | 6000      | Campeón            | 36 (2021)        |

| Crecimiento | Equipos provenientes del Campeonato Sergipano de Segunda División 2021. |

## Primera fase

### Grupo A
| Pos. | Equipo             | Pts. | PJ | G | E | P | GF | GC | Dif. | Clasificación |
| ---- | ------------------ | ---- | -- | - | - | - | -- | -- | ---- | ------------- |
| 1    | Itabaiana          | 23   | 10 | 7 | 2 | 1 | 17 | 4  | +13  | Fase final.   |
| 2    | Sergipe            | 21   | 10 | 6 | 3 | 1 | 26 | 7  | +19  | Fase final.   |
| 3    | Atlético Gloriense | 15   | 10 | 4 | 3 | 3 | 14 | 11 | +3   |               |
| 4    | Freipaulistano     | 12   | 10 | 4 | 0 | 6 | 12 | 18 | −6   |               |
| 5    | América Propriá    | 7    | 10 | 2 | 1 | 7 | 10 | 22 | −12  |               |

 Fuente: FSF
Criterios de clasificación: 1) Puntos; 2) Partidos ganados; 3) Diferencia de gol; 4) Goles anotados; 5) Enfrentamiento directo entre los equipos en cuestión; 6) Menor cantidad de tarjetas rojas; 7) Menor cantidad de tarjetas amarillas; 8) Sorteo.

### Grupo B
| Pos. | Equipo      | Pts. | PJ | G | E | P | GF | GC | Dif. | Clasificación          |
| ---- | ----------- | ---- | -- | - | - | - | -- | -- | ---- | ---------------------- |
| 1    | Falcon      | 21   | 10 | 7 | 0 | 3 | 20 | 7  | +13  | Fase final.            |
| 2    | Confiança   | 20   | 10 | 5 | 5 | 0 | 18 | 6  | +12  | Fase final.            |
| 3    | Lagarto     | 17   | 10 | 5 | 2 | 3 | 15 | 10 | +5   |                        |
| 4    | Boca Júnior | 4    | 10 | 1 | 1 | 8 | 6  | 23 | −17  | Descenso de categoría. |
| 5    | CSM         | 1    | 10 | 0 | 1 | 9 | 3  | 33 | −30  | Descenso de categoría. |

 Fuente: FSF
Criterios de clasificación: 1) Puntos; 2) Partidos ganados; 3) Diferencia de gol; 4) Goles anotados; 5) Enfrentamiento directo entre los equipos en cuestión; 6) Menor cantidad de tarjetas rojas; 7) Menor cantidad de tarjetas amarillas; 8) Sorteo.

### Resultados
| Local \ Visitante  | AME | ATG | FRE | ITA | SER | BOC | CON | CSM | FAL | LAG |
| ------------------ | --- | --- | --- | --- | --- | --- | --- | --- | --- | --- |
| América Propriá    | —   | —   | —   | —   | —   | 0–2 | 0–4 | 6–0 | 0–1 | 0–1 |
| Atlético Gloriense | —   | —   | —   | —   | —   | 1–0 | 0–0 | 1–0 | 1–3 | 1–2 |
| Freipaulistano     | —   | —   | —   | —   | —   | 4–1 | 1–2 | 2–1 | 0–2 | 0–2 |
| Itabaiana          | —   | —   | —   | —   | —   | 3–0 | 0–0 | 4–0 | 2–1 | 0–0 |
| Sergipe            | —   | —   | —   | —   | —   | 2–1 | 1–1 | 9–0 | 2–1 | 2–1 |
| Boca Júnior        | 1–1 | 1–3 | 0–1 | 0–2 | 0–6 | —   | —   | —   | —   | —   |
| Confiança          | 5–0 | 2–2 | 1–0 | 2–1 | 1–1 | —   | —   | —   | —   | —   |
| CSM                | 0–1 | 0–3 | 1–4 | 0–2 | 1–1 | —   | —   | —   | —   | —   |
| Falcon             | 4–1 | 1–0 | 6–0 | 0–1 | 1–0 | —   | —   | —   | —   | —   |
| Lagarto            | 4–1 | 2–2 | 2–0 | 1–2 | 0–2 | —   | —   | —   | —   | —   |

Notas:
1. ↑  Ganó por walkover.[2]

## Fase final

#### Cuadro de desarrollo
|  | Semifinales               | Semifinales               | Semifinales               | Semifinales               | Semifinales               |   |         | Final          | Final          | Final          | Final          | Final          |  |
|  | 30 de marzo al 3 de abril | 30 de marzo al 3 de abril | 30 de marzo al 3 de abril | 30 de marzo al 3 de abril | 30 de marzo al 3 de abril |   |         | 6 y 9 de abril | 6 y 9 de abril | 6 y 9 de abril | 6 y 9 de abril | 6 y 9 de abril |  |
|  |                           |                           |                           |                           |                           |   |         |                |                |                |                |                |  |
|  |                           |                           |                           |                           |                           |   |         |                |                |                |                |                |  |
|  | 1A                        | Itabaiana                 | 0                         | 1                         | 1                         |   |         |                |                |                |                |                |  |
|  | 1A                        | Itabaiana                 | 0                         | 1                         | 1                         |   |         |                |                |                |                |                |  |
|  | 2A                        | Sergipe                   | 2                         | 0                         | 2                         |   |         |                |                |                |                |                |  |
|  | 2A                        | Sergipe                   | 2                         | 0                         | 2                         |   | Sergipe | Sergipe        | 2              | 1              | 3              |                |  |
|  |                           |                           |                           |                           |                           |   | Sergipe | Sergipe        | 2              | 1              | 3              |                |  |
|  |                           |                           | Falcon                    | Falcon                    | 1                         | 1 | 2       |                |                |                |                |                |  |
|  | 1B                        | Falcon                    | Falcon                    | Falcon                    | 1                         | 1 | 2       | 1              | 1              | 2              |                |                |  |
|  | 1B                        | Falcon                    |                           |                           |                           |   |         | 1              | 1              | 2              |                |                |  |
|  | 2B                        | Confiança                 | 1                         | 1                         | 2                         |   |         |                |                |                |                |                |  |
|  | 2B                        | Confiança                 | 1                         | 1                         | 2                         |   |         |                |                |                |                |                |  |
|  |                           |                           |                           |                           |                           |   |         |                |                |                |                |                |  |

Nota: El equipo que ocupa la primera línea es el que define la serie como local.
| Bandera del estado de Sergipe |
| Campeón                       |
| Sergipe 37.mo título          |

## Clasificación final
| Pos. | Equipo             | Pts. | PJ | G | E | P | GF | GC | Dif. | Clasificación                                              |
| ---- | ------------------ | ---- | -- | - | - | - | -- | -- | ---- | ---------------------------------------------------------- |
| 1.°  | Sergipe (C)        | 28   | 14 | 8 | 4 | 2 | 31 | 10 | +21  | Copa de Brasil 2023, Copa do Nordeste 2023 y Serie D 2023. |
| 2.°  | Falcon             | 24   | 14 | 7 | 3 | 4 | 24 | 12 | +12  | Copa de Brasil 2023 y Serie D 2023.                        |
| 3.°  | Itabaiana          | 26   | 12 | 8 | 2 | 2 | 18 | 6  | +12  |                                                            |
| 4.°  | Confiança          | 22   | 12 | 5 | 7 | 0 | 20 | 8  | +12  | Pre-Copa do Nordeste 2023.                                 |
| 5.°  | Lagarto            | 17   | 10 | 5 | 2 | 3 | 15 | 10 | +5   |                                                            |
| 6.°  | Atlético Gloriense | 15   | 10 | 4 | 3 | 3 | 14 | 11 | +3   |                                                            |
| 7.°  | Freipaulistano     | 12   | 10 | 4 | 0 | 6 | 12 | 18 | −6   |                                                            |
| 8.°  | América Propriá    | 7    | 10 | 2 | 1 | 7 | 10 | 22 | −12  |                                                            |
| 9.°  | Boca Júnior        | 4    | 10 | 1 | 1 | 8 | 6  | 23 | −17  | Segunda División 2023.                                     |
| 10.° | CSM                | 1    | 10 | 0 | 1 | 9 | 3  | 33 | −30  | Segunda División 2023.                                     |

Reglas de clasificación: 1) Puntos; 2) Partidos ganados; 3) Diferencia de gol; 4) Goles anotados; 5) Enfrentamiento directo entre los equipos en cuestión; 6) Menor cantidad de tarjetas rojas; 7) Menor cantidad de tarjetas amarillas; 8) Sorteo.